# Akasaka Blitz
 (février 2018).
Si vous disposez d'ouvrages ou d'articles de référence ou si vous connaissez des sites web de qualité traitant du thème abordé ici, merci de compléter l'article en donnant les références utiles à sa vérifiabilité et en les liant à la section « Notes et références ».
Akasaka Blitz (赤坂BLITZ), renommé Mynavi BLITZ Akasaka, est une salle de concert située à Minato (Tokyo).
Ouverte en avril 1996, elle appartient et est gérée par Tokyo Broadcasting System Television, Inc. La salle est fermée de 2003 jusqu'au 20 mars 2008, à la suite de l'application d'un plan de redéveloppement qui entraîne la démolition de plusieurs bâtiments possédés par TBS.